# (37639) 1993 VR1
1993 VR1 (asteroide 37639) é um asteroide da cintura principal. Possui uma excentricidade de 0.12027370 e uma inclinação de 4.40382º.
Este asteroide foi descoberto no dia 11 de novembro de 1993 por Seiji Ueda e Hiroshi Kaneda em Kushiro.